# Roelof Malkander
Roelof Malkander (Engels: Reginald Cattermole) is een personage in de boeken over Harry Potter van de Engelse schrijfster Joanne Rowling. De tovenaar werkt op het ministerie van Toverkunst in Londen en is de man van Maria Elizabeth Malkander. In het zevende boek veranderen Harry, Ron en Hermelien zichzelf (met behulp van Wisseldrank) in medewerkers van het Ministerie, een van die mensen is Roelof Malkander.